# 殺人念慮
殺人念慮（さつじんねんりょ、英語: Homicidal ideation）とは、殺人についての思考を指す一般的な医学用語である。漠然とした復讐の念から、詳細かつ完全に練られた計画まで、その内容は多岐にわたるが、実際の行為には至らない。殺人念慮を持つ者の多くは、実際に殺人を犯すことはない。アメリカ各地の大学構内で行われた調査では、調査対象者の50～91％が殺人の空想を抱いたことがあると認めている。殺人念慮はよくあるもので、アメリカの精神科施設への患者の来院理由の10～17％を占めている。
殺人念慮はそれ自体が疾患ではないが、せん妄や精神病などの他の病気から生じることがある。あるアメリカの研究では、殺人念慮を伴う入院患者の89％を占める精神病は、薬物誘発性精神病（例：アンフェタミン精神病）や、統合失調症様障害および統合失調症に関連する精神病を含む。せん妄は多くの場合、薬物中毒または一般的な医学的疾患に続発するものである。
パーソナリティ障害に関連して生じることもあれば、検出可能な疾患を持たない人に生じることもある。実際、調査によると、大多数の人が人生のある段階で殺人の空想を抱いたことがあることが示されている。このことを説明するために、多くの理論が提唱されている。

## 診断

### 暴力リスク
殺人念慮は、個人の暴力リスクを特定する上で重要な危険因子として注目されている。この種の評価は、精神科患者や精神的な健康問題を訴えて来院するその他の患者にとって日常的に行われている。関連する危険因子は多くあり、以下のようなものが含まれる：暴力の既往歴および危害を加えようとする思考、衝動制御の不良および欲求充足を遅らせることができないこと、現実検討能力の障害または喪失、特に妄想的信念または命令幻聴を伴う場合、外部の力によって支配されている感覚、他者が自分に危害を加えようとしているという信念、他者による拒絶または屈辱の知覚、薬物の影響下にあること、または反社会性パーソナリティ障害、前頭葉機能障害または頭部外傷の既往歴。

### 関連する精神病理
殺人念慮を持つ人は、一般の人々よりも他の精神病理のリスクが高い。これには、希死念慮、精神病、せん妄、または中毒が含まれる。
殺人念慮は、パーソナリティ障害（特に行為障害、自己愛性パーソナリティ障害、反社会性パーソナリティ障害）などの行動状態に関連して生じることがある。フィンランドの研究では、反社会性パーソナリティ障害を持つ人の暴力リスクが増加しており、統合失調症を持つ人の暴力リスクよりも大きいことが示された。同じ研究では、他の多くの精神疾患は暴力リスクの増加とは関連していないことも引用されており、特にうつ病、不安障害、知的障害が挙げられている。
一般人口の大多数が殺人の空想を抱いたことがあるという事実が示すように、殺人念慮はそれ以外は全く健康な人にも生じることがある。殺人の空想に関する誘因を探ると、その大部分はカップルの関係の破綻に何らかの形で関連しているように思われる。嫉妬または復讐、強欲・欲望、あるいは恐怖および自己防衛が、ほとんどの場合、殺人の思考および行動を引き起こす。少数例では、殺人および暴力行為が精神疾患に関連していることがある。これらの殺人および空想は、精神疾患のない人によるものとは同じ潜在的な誘因を持っていないようだが、これらの誘因が存在する場合、暴力のリスクは通常よりも大きい。
殺人念慮を示す人は、自殺のリスクも高い。これは、他者に対する暴力の思考を持つ人の自殺リスクを評価する必要性を示している。

### 虚偽および捏造された殺人念慮
時折、殺人念慮があると主張する人々は、実際には殺人の思考を持っておらず、単にそれを持っていると主張しているだけの場合がある。彼らは様々な理由でそうする可能性があり、例えば、注目を集めるため、ある行動をさせるためまたはさせないために人を強要するため、あるいは社会的または法的義務を回避するため（時には病院への入院を得ることで）などである。これは詐病または虚偽性障害を参照のこと。

## 理論
殺人念慮または殺人そのものの現象を説明するために、多くの理論が提唱されている。これらの理論の多くは重複しているように思われる。それらはしばしば相互に排他的ではない。現在のところ、殺人において観察されるすべての現象を説明する単一の理論は存在しないが、多くの理論はいくつかの領域をある程度説明している。これらの理論のほとんどは、犯罪学で研究されている理論の論理に従っている。殺人に特化した理論の簡単な概要を以下に示す。

### 殺人適応
これは進化論の最新の理論である。これは、殺人に関連する現象のほとんどを説明すると主張している。これは、人間が殺人を考えたり計画したりすることを可能にする適応を伴って進化してきたと述べている。我々は、自分たちの問題（自分自身、配偶者、または資源への脅威）に対する可能な答えとしてこの考えを思いつき、殺人者と被害者に関する一連の思考プロセス（関係の程度、相対的な地位、性別、生殖価値、家族の規模と強さ、同盟者と資源）と、殺人という高い代償を伴う戦略を利用することの潜在的なコストを含む。殺人が最良の解決策であると判断された場合、それは機能的である可能性がある。

### 副産物仮説（「スリップアップ」）
この仮説によると、殺人は間違いまたは過剰反応とみなされる。財産、パートナー、または個人の安全を管理するための通常の心理的メカニズムは、特定のストレスの多い状況下では十分ではないように思われ、異常なメカニズムが発達する。特に極端な表現は殺人に至ることがあり、通常の状態では加害者はこのような行動をとらないだろう。

## 管理
殺人思考を持つ患者の管理に関する情報はあまり入手できない。西洋諸国では、そのような人々の管理は警察力と医療システムの領域内にある。一般的に、殺人思考を持ち、それを実行するリスクが高いと思われる人々は、助けを必要としていると認識されるべきであるということに同意されている。彼らは迅速に評価を行うことができる場所に連れて行かれ、基礎疾患や精神疾患を治療すべきである。

## 参照
1. 1 2 3 4 5  Thienhaus, Ole J.; Piasecki, Melissa (September 1, 1998). “Emergency Psychiatry : Assessment of Psychiatric Patients' Risk of Violence Toward Others”. Psychiatric Services 49 (9):  1129–1147. doi:10.1176/ps.49.9.1129. PMID 9735952.
2. 1 2 3 4  Duntley, Joshua D (August 2005). HOMICIDAL IDEATIONS. PhD Dissertation. University of Texas.  オリジナルの2009-07-04時点におけるアーカイブ。 2008年4月14日閲覧。
3. ↑  Stern, Theodore F; Schwartz, Jonathon H; Cremens, M Cornelia; Mulley, Albert G (August 2005). “The evaluation of homicidal patients by psychiatric residents in the emergency room: A pilot study”. Psychiatric Quarterly 62 (4):  333–344. doi:10.1007/BF01958801. PMID 1809982.
4. 1 2 3  Carruthers, Peter; Laurence, Stephen; Stich, Stephen (2005). The Innate Mind: Structure and Contents. Oxford University Press. ISBN 978-0-19-517967-5
5. ↑  Brannon, Guy E. (2008年2月). “History and Mental Status Examination”. 2008年6月17日時点のオリジナルよりアーカイブ。2008年4月29日閲覧。
6. ↑  Asnis, Gregory; Kaplan, Margaret; Hundorfean, Gabriela; Saeed, Waheed (June 1997). “Violence and homicidal behaviors in psychiatric disorders.”. The Psychiatric Clinics of North America 20 (2):  405–425. doi:10.1016/S0193-953X(05)70320-8. PMID 9196922.
7. ↑  Eronen, M; Hakola, P; Tiihonen, J (June 1996). “Mental disorders and homicidal behavior in Finland.”. Archives of General Psychiatry 53 (6):  497–501. doi:10.1001/archpsyc.1996.01830060039005. PMID 8639032.
8. 1 2  Buss, David (2005). The Murderer Next Door. 10. Penguin Group. 320–335. doi:10.1177/1088767906292645. ISBN 978-1-59420-043-4
9. ↑  Stompe, Thomas; Ortwein-Swoboda, Gerhard; Schanda, Hans (January 1, 2004). “Schizophrenia, Delusional Symptoms, and Violence: The Threat/Control-Override Concept Reexamined”. Schizophrenia Bulletin 30 (1):  31–44. doi:10.1093/oxfordjournals.schbul.a007066. PMID 15176760.
10. ↑  Thompson, Christopher; Beckson, Mace (September 1, 2004). “A Case of Factitious Homicidal Ideation”. Journal of the American Academy of Psychiatry and the Law Online 32 (2):  277–281. PMID 15515916.  オリジナルの2008-10-12時点におけるアーカイブ。 2008年10月16日閲覧。.
11. ↑  Kuehn, John; Burton, John (1969). “Management of the College Student with Homicidal Impulses—The "Whitman Syndrome"”. American Journal of Psychiatry 125 (11):  1594–1599. doi:10.1176/ajp.125.11.1594. PMID 5776871.